# Arotes maculatus
Arotes maculatus là một loài tò vò trong họ Ichneumonidae.